# Peter Francis Rayappa
Peter Francis Rayappa (* 1. August 1882 in Kottaipalayam, Britisch-Indien; † 27. April 1973) war ein indischer Geistlicher und römisch-katholischer Bischof von Kumbakonam.

## Leben
Peter Francis Rayappa studierte Philosophie und Katholische Theologie am Priesterseminar in Kandy. Er empfing am 23. Dezember 1911 das Sakrament der Priesterweihe.
Am 24. Februar 1931 ernannte ihn Papst Pius XI. zum Bischof von Kumbakonam. Der Erzbischof von Pondicherry, Auguste-Siméon Colas MEP, spendete ihm am 29. Juni desselben Jahres die Bischofsweihe; Mitkonsekratoren waren der Bischof von Mysore, Maurice-Bernard-Benoît-Joseph Despatures MEP, und der Bischof von Salem, Henri-Aimé-Anatole Prunier MEP.
Papst Pius XII. nahm am 20. September 1954 das von Peter Francis Rayappa vorgebrachte Rücktrittsgesuch an und ernannte ihn zum Titularbischof von Arabissus.